# 月 (タロット)

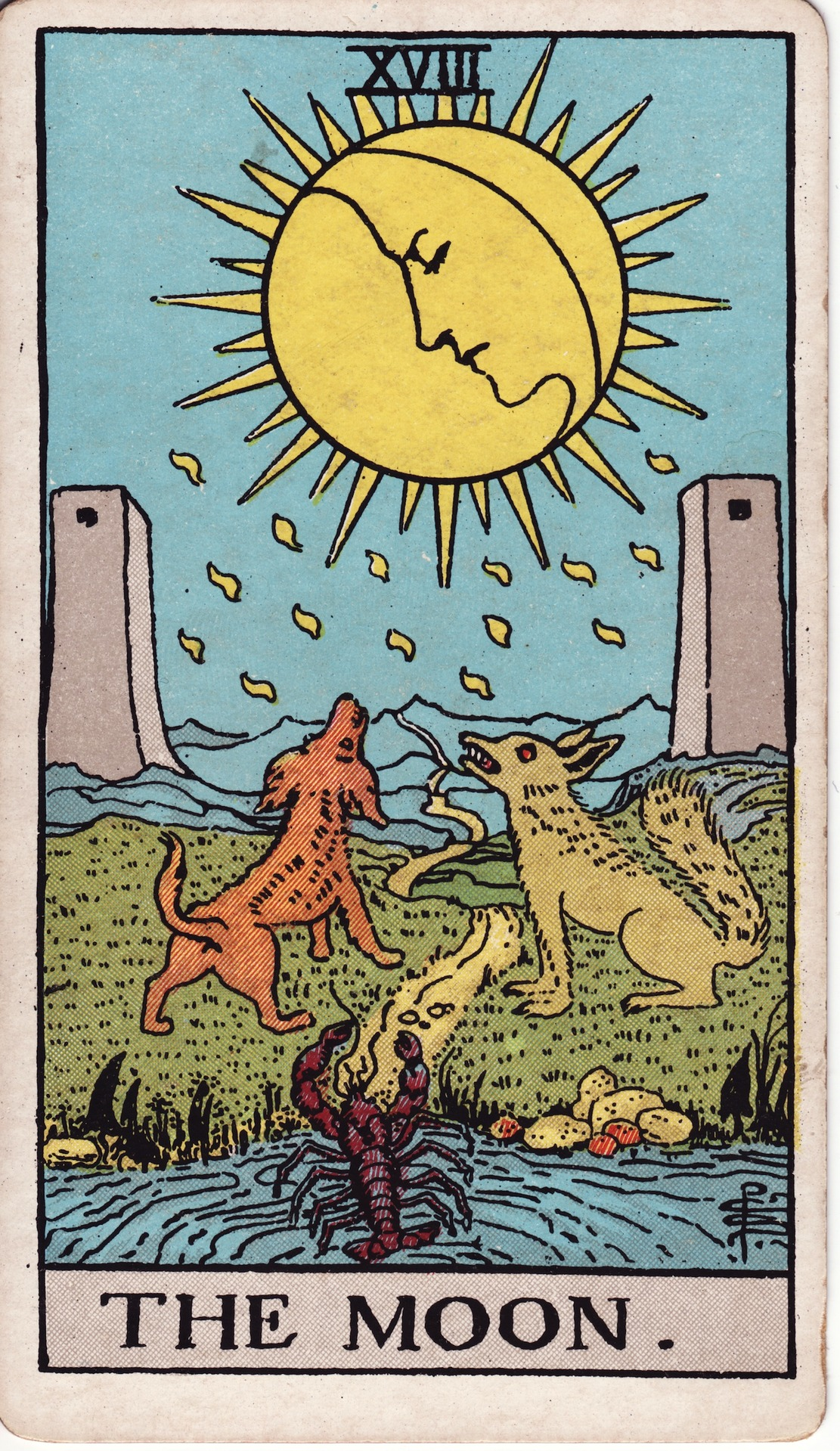
ウェイト版タロットの月

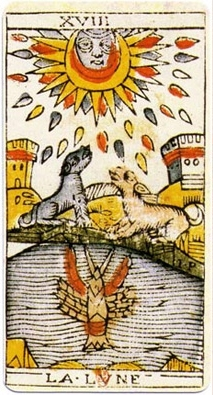
マルセイユ版タロットの月

月（つき、英：The Moon, 仏：La Lune）は、タロットの大アルカナに属するカードの1枚。
カード番号は「18」。前のカードは「17 星」、次のカードは「19 太陽」。

## カードの意味
正位置の意味
不安定、幻惑、現実逃避、潜在する危険、欺瞞、幻滅、猶予ない選択、踏んだり蹴ったり、洗脳、トラウマ、フラッシュバック。
逆位置の意味
失敗にならない過ち、過去からの脱却、徐々に好転、（漠然とした）未来への希望、優れた直感。
アーサー・エドワード・ウェイトのタロット図解における解説では「隠れた敵・幻想・欺瞞・失敗」を意味するとされる。

## カバラとの関係
ヘブライ文字はコフ（ק）、ただし複数の異説もある。また「黄金の夜明け団」の説ではネツァクとマルクトのセフィラを結合する経に関連付けられている。

## 占星術との対応関係
日本以外には以下のような諸説がある。
- 星座：巨蟹宮説、宝瓶宮説、双魚宮説[1]
- 惑星：月説[2]、水星説、金星説

## 寓画の解釈

### 月の女神
カードに描かれた人面の月は母性的な印象を感じさせる。洋の東西に関わらず古くから知られる月そのものの象徴として、陽に対する陰であることから（太極図参照）、「陽への対立物」としての解釈や、様々な絵画の中で月が女性像と共に描かれるなど女性や女神の象徴として扱われた事から、月を「女性存在」の直接的暗示と置いて解釈される場合がある。

### 荒野
マルセイユ版で描き表される前人未踏の荒野は、現実的な緑色ではなく黄金色であることから、精神世界の事象、または理想化された状況を意味する。

### 建物と犬
カードの両脇には「塔」のような建物が見える。マルセイユ版の建物は違う立場にある対照的な存在を象徴し、時の流れを左右にみてとれば新旧の（精神的な）相反性を表現する。対に描かれる犬も、性質が対する同一存在の対立像を通して、内面に浮かぶ葛藤を表現している。この意味での二匹の犬は、心の中の「避けられない試練」の象徴である。一対として描かれる2匹の犬、2棟の建物と共に双子の反復表現であり、無意識の中から出現する像が、18番の「月」においてより意識的に具体性を帯びてきたことを表している。

### 月の雫
月光として描かれる「雫」の象徴も同様に、精神性が明確な形を帯びてきた様子を表しており、これは「塔」で飛散し、「星」で瞬いていたものと同一である。マルセイユ版の雫の形は下向きではなく上向きに描かれ、月がエネルギーを吸い上げている様にも見えることから、先の解釈と合わせ「悪妻・魔女」といった否定的な存在として解釈される事も多い。

### ザリガニ
ザリガニは、カードの意味を方向付ける上で重要な役割を果たしている。ギリシャ神話では、カニがヘラクレスを川へと引きずり込もうとする等、甲殻類は人の意を介さない下等な生き物として描かれる。このザリガニはカードを見る者の側では無い方を向く。マルセイユ版では水場に沈み、二匹の犬と同じく未だ試練を超えていない状態を示している。

### ウェイト版
ウェイト版とマルセイユ版を見比べて分かるように、22枚の大アルカナの中でウェイトが（世界などと同じく）大きく構図を変更しなかったうちの1枚である。水（濠）の中の甲殻類の位置や建物の形の他は全体の配色程度に留められている。細部変更のみを用いて、ウェイトはここでも表現の大胆な革新を試みている。ウェイトの建物は「世界」への入り口となる"門"を表し、まるで監視塔の様な威圧感をもって描かれる。右の狼は自己の内面における動物的本能を、左の犬は理性や社会性を象徴し、ザリガニと合わせて同一状況に置かれたそれぞれの違いを表現する。ウェイト版の水辺へと乗り出す姿は次段階への進歩を予感させる。
カードの要旨
自らが導く、未だ見えざる真実への道程。それを辿ることの困難
月の象徴
真実への導きを与える、無名無形の見えざるもの